# 浄土真宗遣迎院派
浄土真宗遣迎院派（じょうどしんしゅうけんごういんは）は、天台系仏教の一派。

## 概要
昭和30年（1955年）、天台宗の寺院であった遣迎院が独立して一派を興した。浄土真宗と標榜しているものの、本尊に釈迦如来、阿弥陀如来の二尊を立てるなど、他の真宗教団とは教義的にも関連が薄い。なお、遣迎院の院号は、浄土へ「遣」わす釈迦、浄土で「迎」える阿弥陀に由来する。本山は遣迎院（京都市北区鷹峯光悦町）。